# Waage Hannover
Waage Hannover ist eine gemeinnützige Mediations- und Schlichtungseinrichtung in Deutschland.

## Gründung und Entwicklung
Waage Hannover wurde 1990 in Hannover als eingetragener Verein von einem interdisziplinären Kreis von Personen aus der Justiz und Rechtsanwaltschaft, Sozialarbeit/Pädagogik, Polizei und Wissenschaft gegründet. Ziel des gemeinnützigen Vereins ist es, ein sozialraumnahes Angebot der außergerichtlichen Konfliktschlichtung in der Stadt und Region Hannover vorzuhalten. Bürgern, die miteinander in Streit geraten, in einen Rechtsstreit verwickelt oder Beteiligte und Betroffene einer Straftat sind, soll ein niedrigschwelliger Zugang zur Konfliktvermittlung (Mediation) eröffnet werden.
2006 erhielt der Verein das Gütesiegel der Bundesarbeitsgemeinschaft TOA, welches unlängst (2010) um weitere 5 Jahre verlängert wurde. Am 7. Mai 2011 wurde die Waage Hannover auf den Internationalen Mediationstagen in Hamburg mit dem sog. JugendWinWinno der internationalen DACH-Mediationsvereinigung ausgezeichnet. Die Waage Hannover wurde für ihr innovatives und erfolgreiches Projekt zur „Beratung und Vermittlung in hoch eskalierten Familienkonflikten“ (insb. von gewaltbelasteten Familien) und die dabei praktizierte Institutionen übergreifende Kooperation und Vernetzung in Familienkonflikten ausgezeichnet. Im Jahr 2015 erhielt die Waage für ihr Projekt "Interkulturelle Kompetenz" den Niedersachsenpreis "Unbezahlbar und Freiwillig".

## Arbeitsfelder
Der Verein vermittelt in alltäglichen, zivilrechtlichen ebenso wie in strafrechtlich relevanten Konflikten. Die Mitarbeiter der Waage haben in über 8000 Fällen (Stand: Dezember 2008) vermittelt und an der Erarbeitung bundesweit geltender fachlicher Mediationsstandards (zum Beispiel TOA-Standards, Mediationstandards in Fällen häuslicher Gewalt) mitgewirkt.
Die Waage Hannover gilt als bundesweit erster Träger, der den außergerichtlichen Tatausgleich bei strafrechtlichen relevanten Konflikten mit Erwachsenen durchführte, sowie mit seinem im Juni 2002 mit Förderung des Landes Niedersachsen gestarteten Modellprojekt zur Ausbildung und Einbindung ehrenamtlicher Mediatoren.
Im September 2008 wurde der Verein vom Niedersächsischen Justizministerium als gemeinnütziger Mediationsverein auch als staatlich anerkannte Gütestelle zur außergerichtlichen Regelung zivilrechtlicher Streitigkeiten zugelassen, Beteiligte eines (Rechts-)Streits können somit auf Grund einer außergerichtlichen Mediation einen Vollstreckungstitel zur verbindlichen Regelung ihres Konfliktes erwerben.
Seit einigen Jahren führt die Waage das Modellprojekt "Interkulturelle Kompetenz in der Mediation" durch, in dem Bürgern mit Mediationshintergrund eine nach den Standards der Bundesmediationsverbände anerkannte Mediationsaollausbildung (insb. 200 Std.) erhalten und dann in einem interdisziplinär besetzten Team von Mediatoren vermitteln. Hierfür wurde die Waage im Nov. 2015 mit dem Niedersachsenpreis „Unbezahlbar und Freiwillig“ ausgezeichnet.
Seit 2016 führt der Verein auch das Modellprojekt Restorative Justice durch, um den wesentlichen Aspekten der Restorative Justice–Philosophie (insb. stärkere Einbindung des sozialen Umfeldes der Konfliktbeteiligten und Verankerung des Konfliktregelung im sozialen Nahraum; Ausgleich auch im Bereich schwerer Delikte und im Strafvollzug) stärker Geltung zu verschaffen.

### Tätigkeitsbereiche
- Staatlich anerkannte Gütestelle und gemeinnützige Mediationsstelle für die Stadt und Region Hannover zur Regelung von zivilrechtlichen Streitigkeiten
- Kooperationspartner von Familiengerichten und Jugendamt zur Vermittlung in (hochstreitigen) Familienkonflikten (zum Beispiel Umgangsregelungen) insbesondere bei sogenannten „gewaltgeneigten“ Familien (vgl. §§ 8a, 17 SGB VIII, § 165 FamFG)
- Kooperationspartner der Staatsanwaltschaft und der Gerichte zur Durchführung eines außergerichtlicher Tatausgleichs (Täter-Opfer-Ausgleich)
- Modellprojekt zur Durchführung des Restorative Justice Ansatzes  (Einbindung des sozialen Umfeldes der Konfliktbeteiligten, Ausgleichsgespräche bei schweren Straftaten, Ausgleichsgespräche im Vollzug)
- Beratungs- und Interventionsstelle (BISS) und Teil des HaIP-Netzwerkes zur Prävention und Intervention im Bereich häuslicher/ innerfamiliärer Gewalt
- Ausbildungsprogramm für Mediatoren nach den Standards der Bundesmediationsverbände (BM, BMWA und BAFM); Modellprojekt "Interkulturelle Kompetenz in der Mediation"
- Organisatorin von kommunalen Präventionsprojekten (zum Beispiel Ausstellung „Gewalt ist nie privat!“)

## Team: Mitarbeiter und Vorstand
Alle für die Waage Hannover tätigen (freiwillig ehrenamtlichen wie hauptamtlichen) Mediatoren verfügen über eine den fachlichen Standards der Mediationsvereine (BAFM, BM, BMWA) entsprechende Mediationsqualifikation. Mitglied des Gründungsvorstands und (seit 2006) 1. Vorsitzender ist der Jurist und Sozialwissenschaftler Thomas Trenczek.